# 贝滕多夫 (莱茵兰-普法尔茨州)
贝滕多夫是德国莱茵兰-普法尔茨州莱茵-拉恩县的一个市镇。总面积3.24平方公里，总人口343人，其中男性178人，女性165人（2011年12月31日），人口密度106人/平方公里。